# Phyllarthron bojeranum
Phyllarthron bojeranum là một loài thực vật có hoa trong họ Chùm ớt. Loài này được DC. miêu tả khoa học đầu tiên năm 1845.

## Hình ảnh

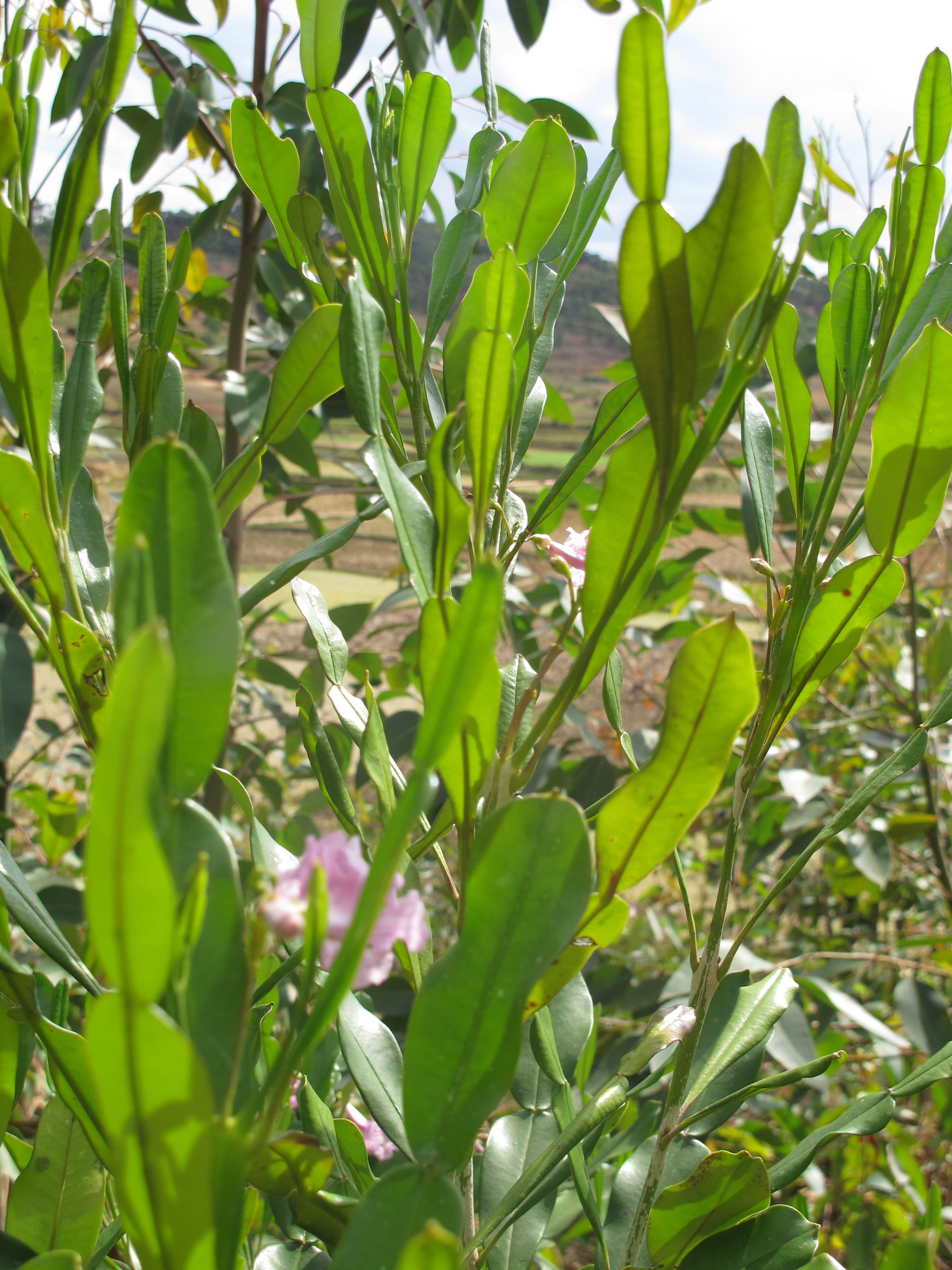
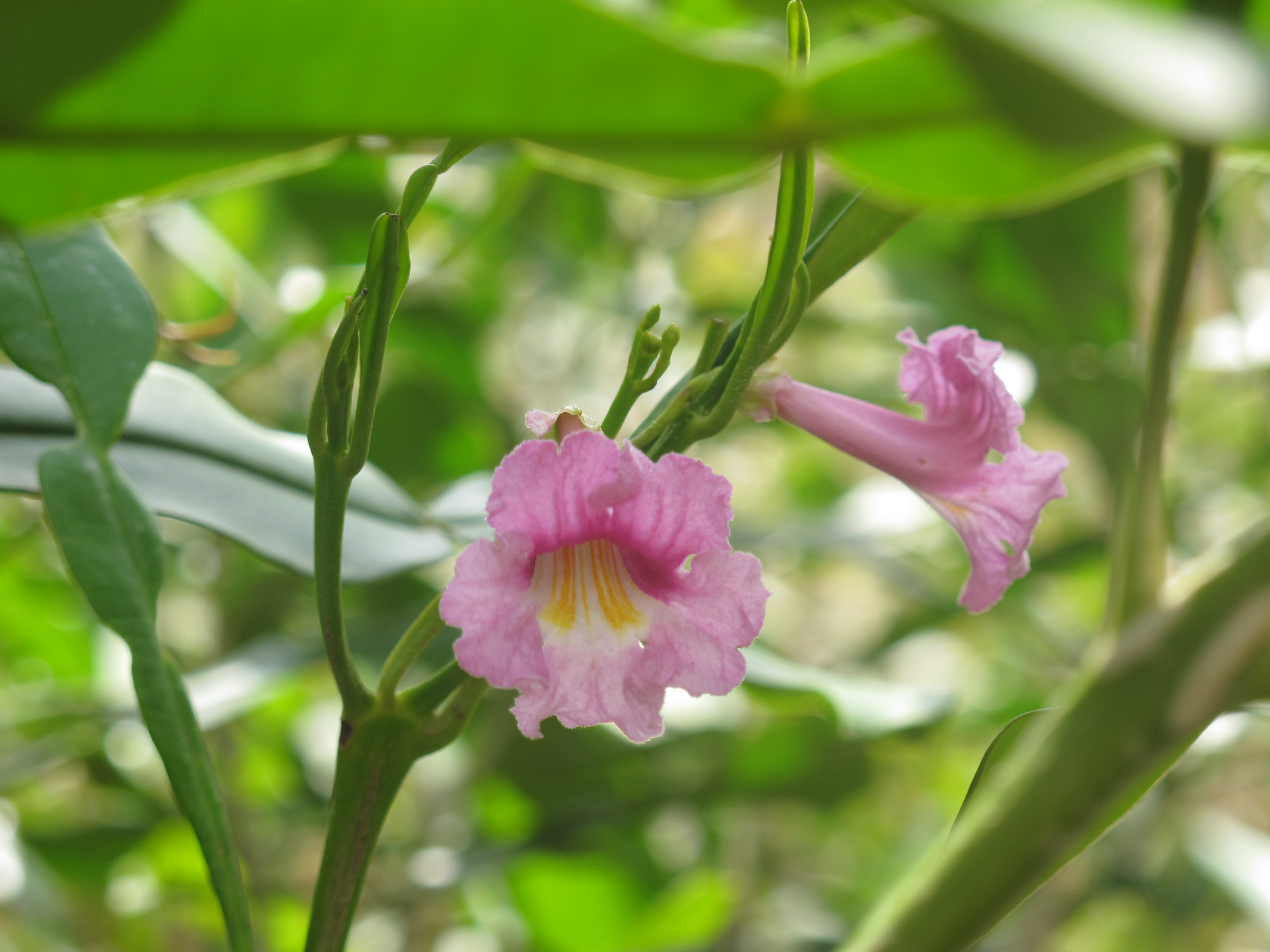
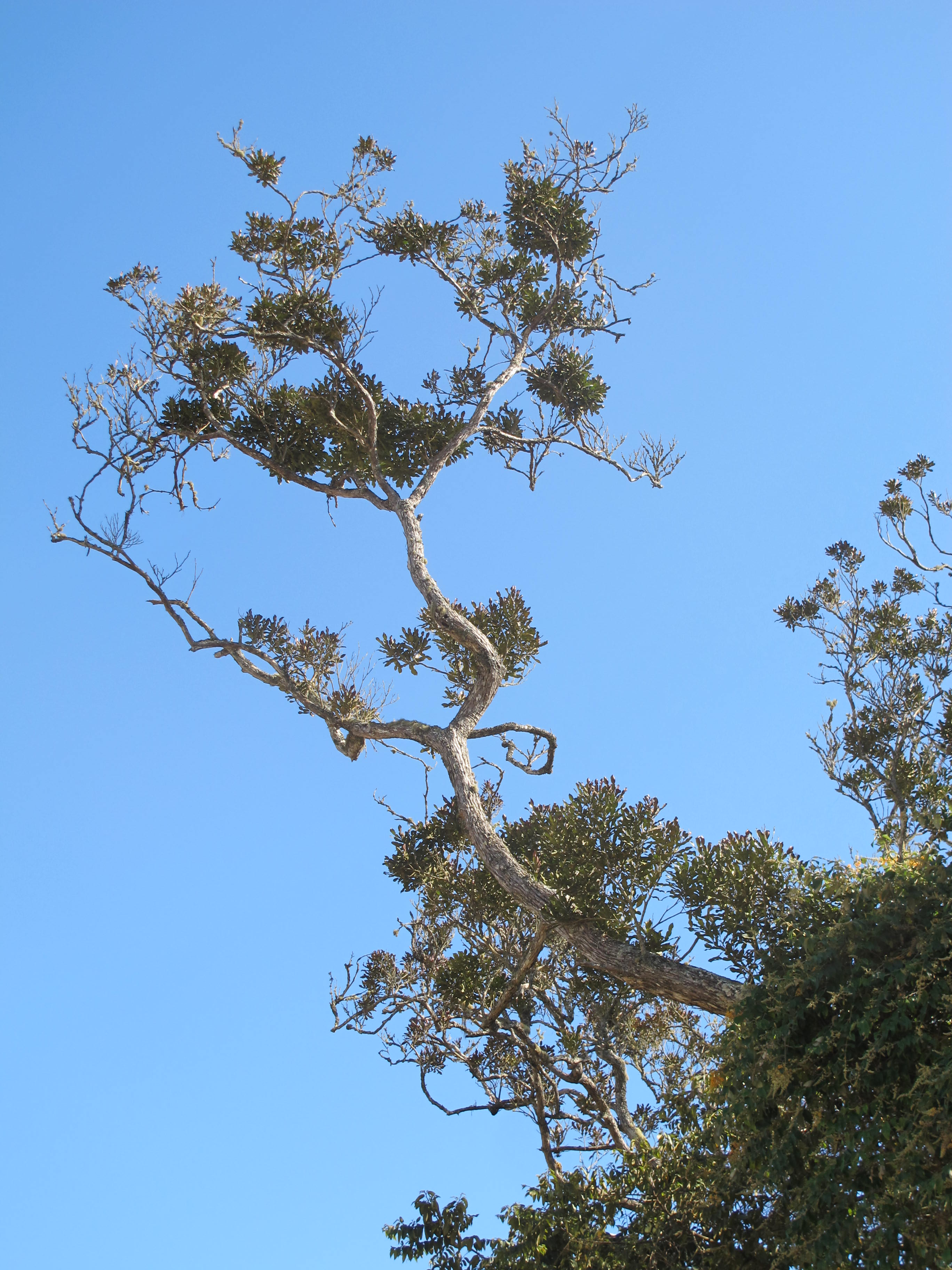